# Jean Jacoby

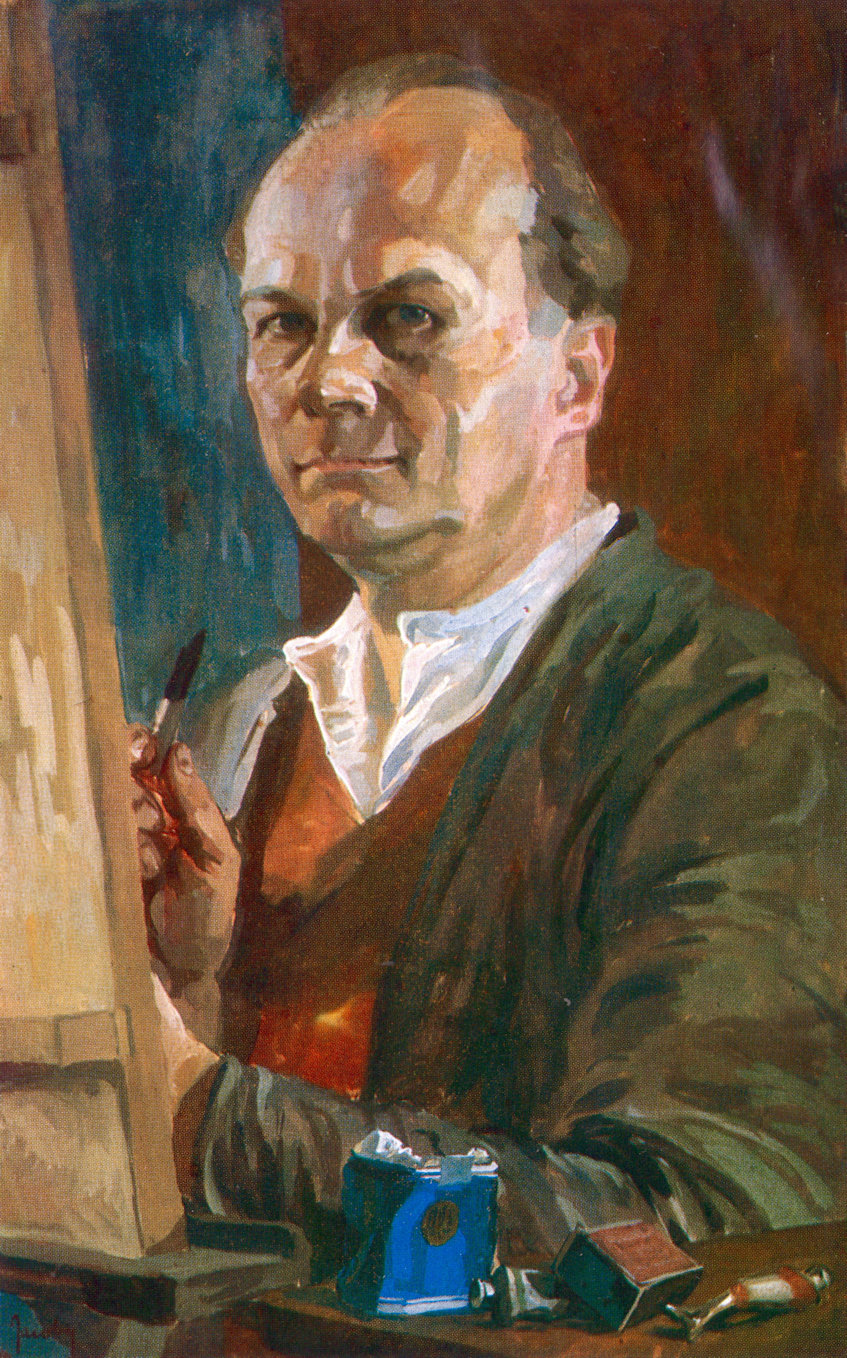
Selbstporträt (1935)

Jean Lucien Nicolas Jacoby (* 26. März 1891 in Luxemburg; † 9. September 1936 in Mülhausen) war ein luxemburgischer Künstler und Olympiasieger.

## Leben
Nach seiner Kindheit in Molsheim (Elsass) machte Jean Jacoby seine Kunststudien an der École des Beaux-Arts in Straßburg. Jacoby wurde Kunstlehrer (1912–1918) und ging als Kirchenmaler nach Wiesbaden, später nach Straßburg, wo er die künstlerische Direktion einer Druckerei zu übernahm. Von 1926 bis 1934 arbeitete er in Straßburg als Zeichner für Zeitungen beim Ullstein Verlag. 1934 ist er wieder nach Mülhausen gezogen, wo er 1936 einen tödlichen Herzinfarkt erlitt.
Bei den Olympischen Spielen von 1924 und 1928 erhielt er jeweils eine Goldmedaille der Kunstwettbewerbe. Jacoby gilt als der erfolgreichste olympische Künstler, er ist der einzige, der bei den von 1912 bis 1948 ausgetragenen Wettbewerben zwei Goldmedaillen gewinnen konnte.

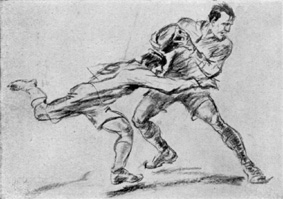
Jacobys Zeichnung Rugby, für die er bei den Olympischen Sommerspielen 1928 mit einer Goldmedaille ausgezeichnet wurde